# Tongariro Alpine Crossing
Der Tongariro Alpine Crossing (deutsch etwa: Alpine Tongariro-Überquerung; bis 2007: Tongariro Crossing) ist ein Wanderweg im Tongariro-Nationalpark in Neuseeland. Er überwindet bei einer Länge von 19,4 km über tausend Höhenmeter und kann an einem Tag gelaufen werden. In den Sommermonaten wandern täglich mehr als 700 Touristen auf diesem Weg; damit ist der Tongariro Alpine Crossing einer der beliebtesten Wanderwege Neuseelands.

## Geschichte
Bis 2007 war der Wanderweg unter dem Namen Tongariro Crossing bekannt. Die Umbenennung mit dem Zusatz Alpine erfolgte, da die Gefahren der Wanderung durch weitgehend unbewachsenes Gelände mit schnellen Wetterumschwüngen von Besuchern teilweise unterschätzt wurden. 2006 starben hier zwei Menschen.

## Streckenbeschreibung
Ausgangspunkt ist in der Regel in 1120 m Höhe das Mangatepopo Valley, das zunächst bis zu den Soda Springs entlang des Flusses nur leicht ansteigt. Der Weg führt an der Mangatepopo-Hut und den Kletterwänden des Pukikaikiore vorbei. Zwischen Tongariro und Ngauruhoe kommt es zu einem steilen Anstieg, dem so genannten Devil's Staircase (Treppenhaus des Teufels), auf den 1600 m hohen Sattel, von dort über den Südkrater bis zum höchsten Punkt des Wanderweges, dem 1886 m hohen und immer noch aktiven Red Crater. Hinter den Emerald Lakes mit ihren schwefeligen Uferrändern fällt die Strecke entlang des Te wai-whakaiata-o-te-Rangihiroa (Blue Lake) zur Ketetahi-Hütte ab. Hier kreuzt der Weg ein privates Grundstück mit heißen Quellen, bevor er sich auf den in 760 m Höhe im Wald befindlichen Ketetahi Car Park hinunterwindet.
Seitenabstecher zu den Gipfeln des 2291 m hohen Ngauruhoe beziehungsweise des 1967 m hohen Tongariro sind seit 2018 (in Absprache mit den lokalen Iwi) nicht mehr möglich und die entsprechenden Streckenmarkierungen wurden entfernt. Außerdem kann der Tongariro Alpine Crossing größtenteils als Abschnitt innerhalb des Tongariro Northern Circuit gelaufen werden – einem von insgesamt neun Great Walks Neuseelands.

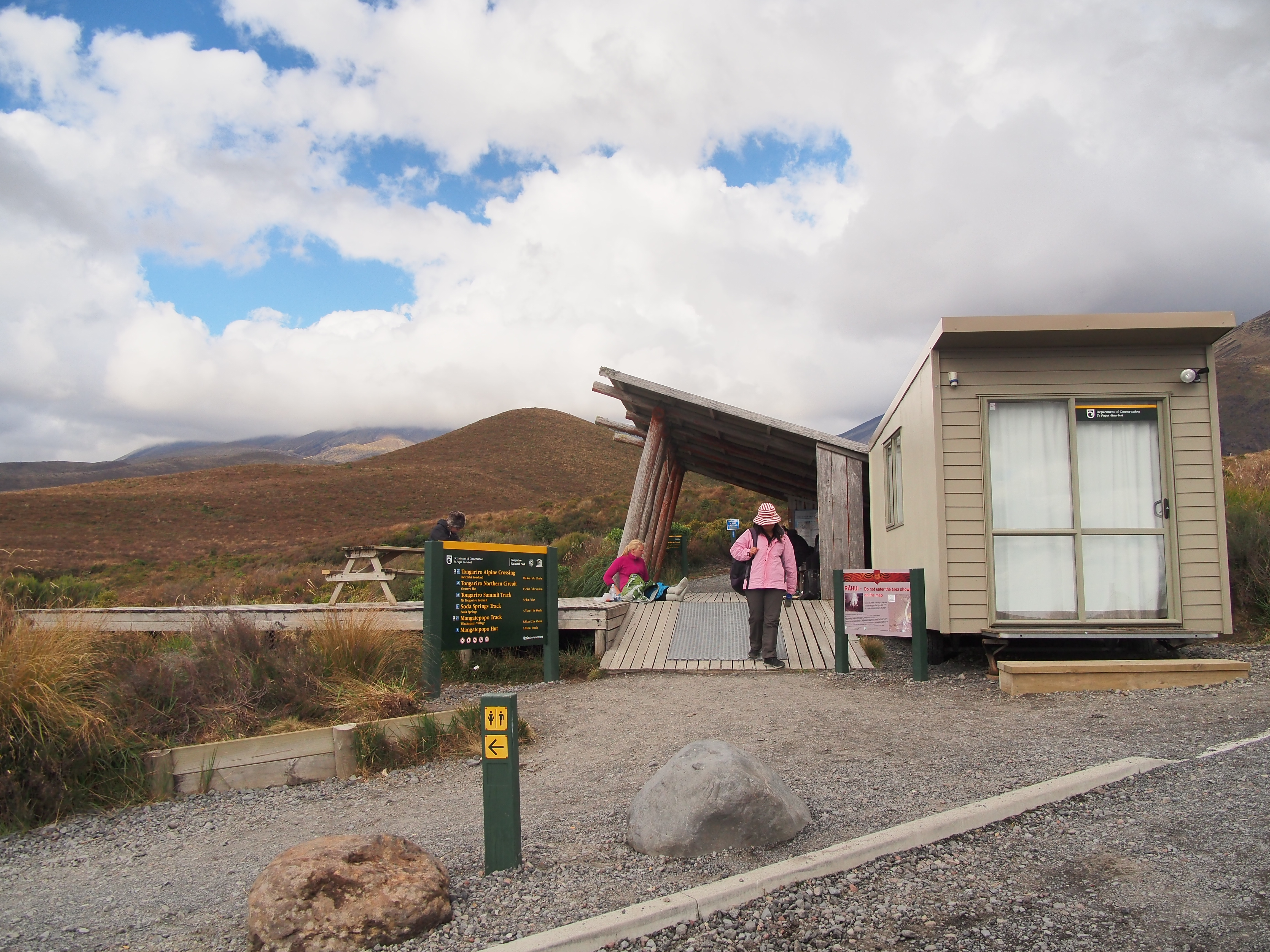
Informationshäuschen am Start
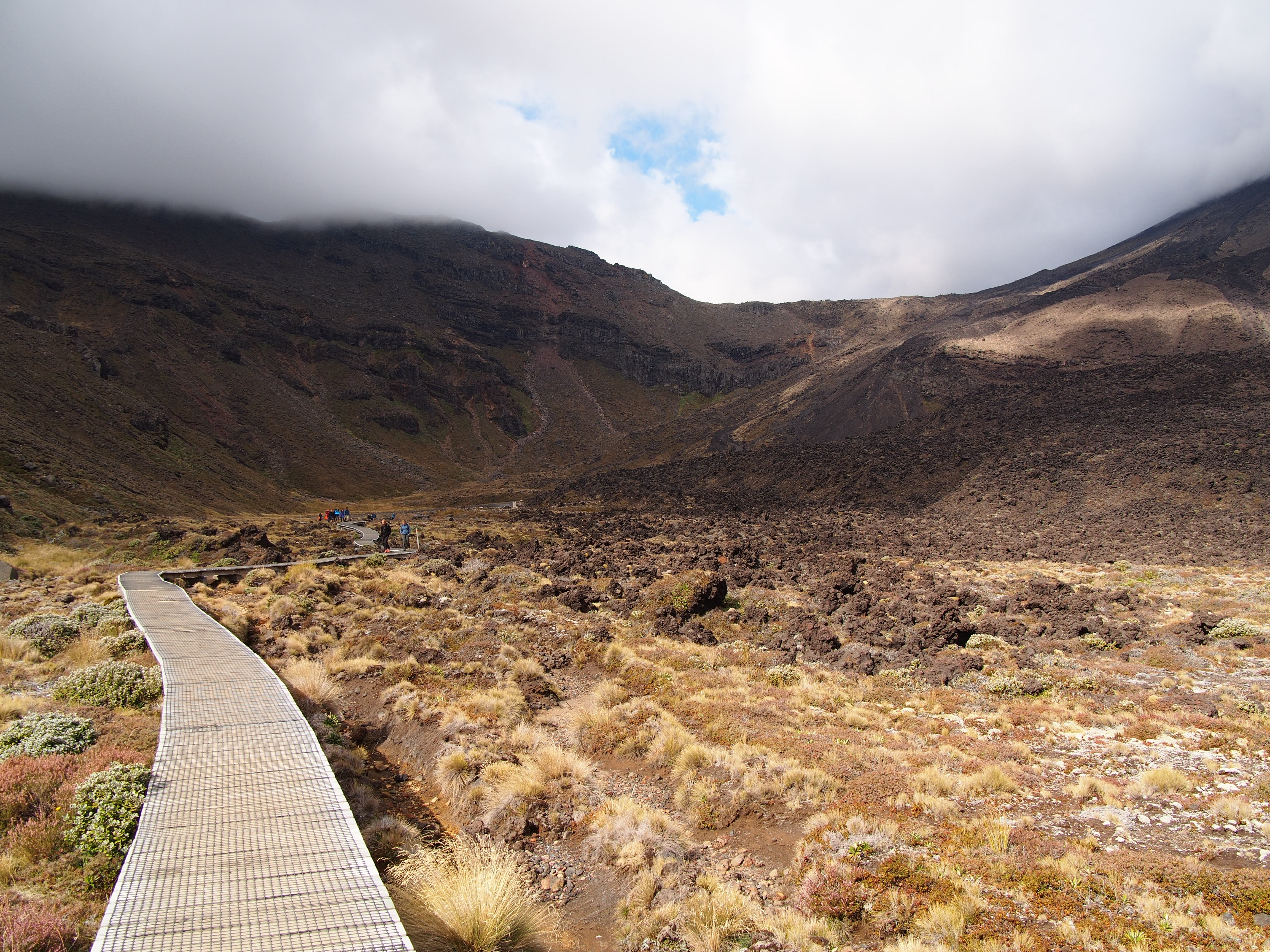
Der erste Aufstieg
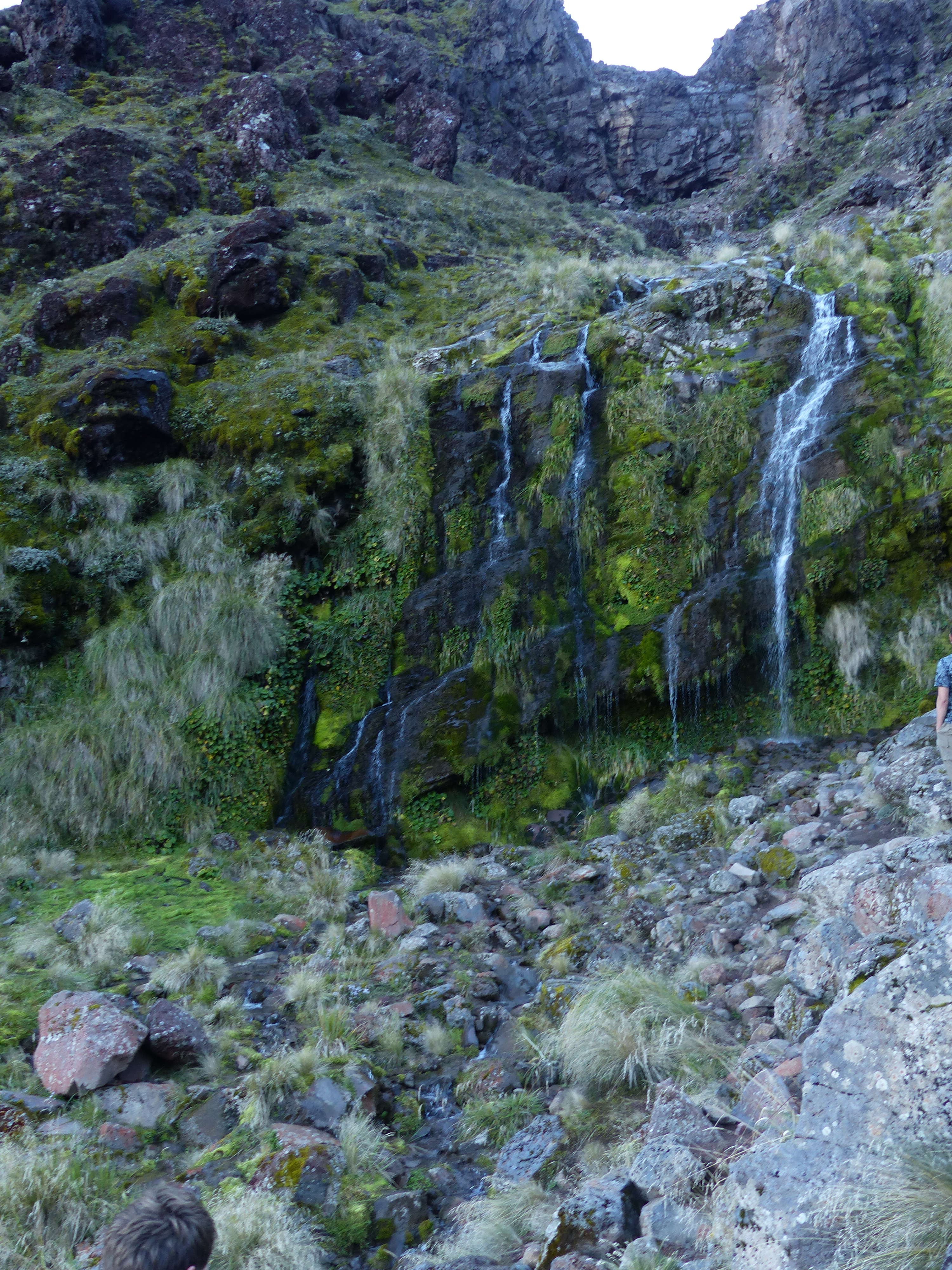
Soda Springs
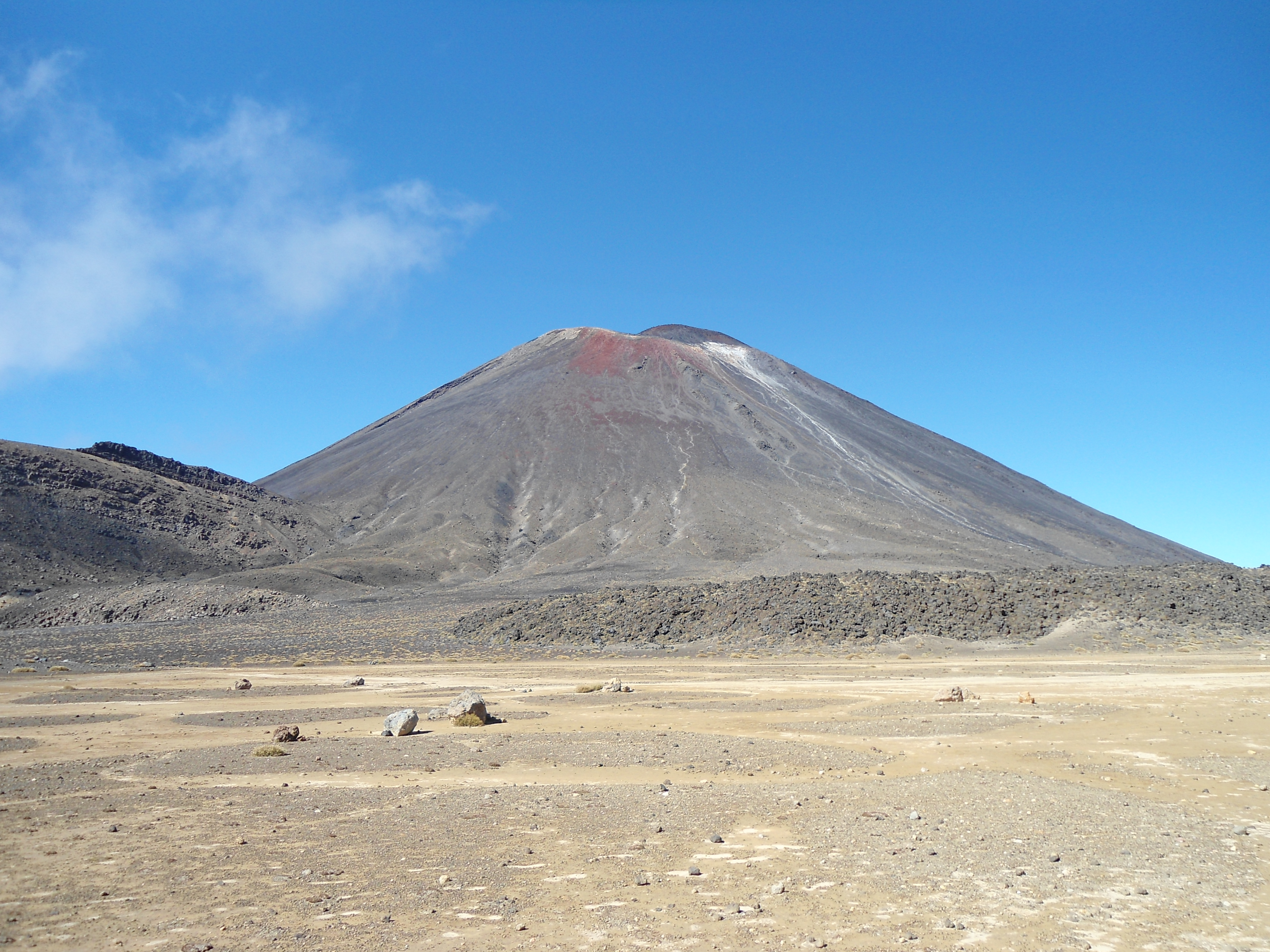
Rückblick durch den South Crater auf Mount Ngauruhoe
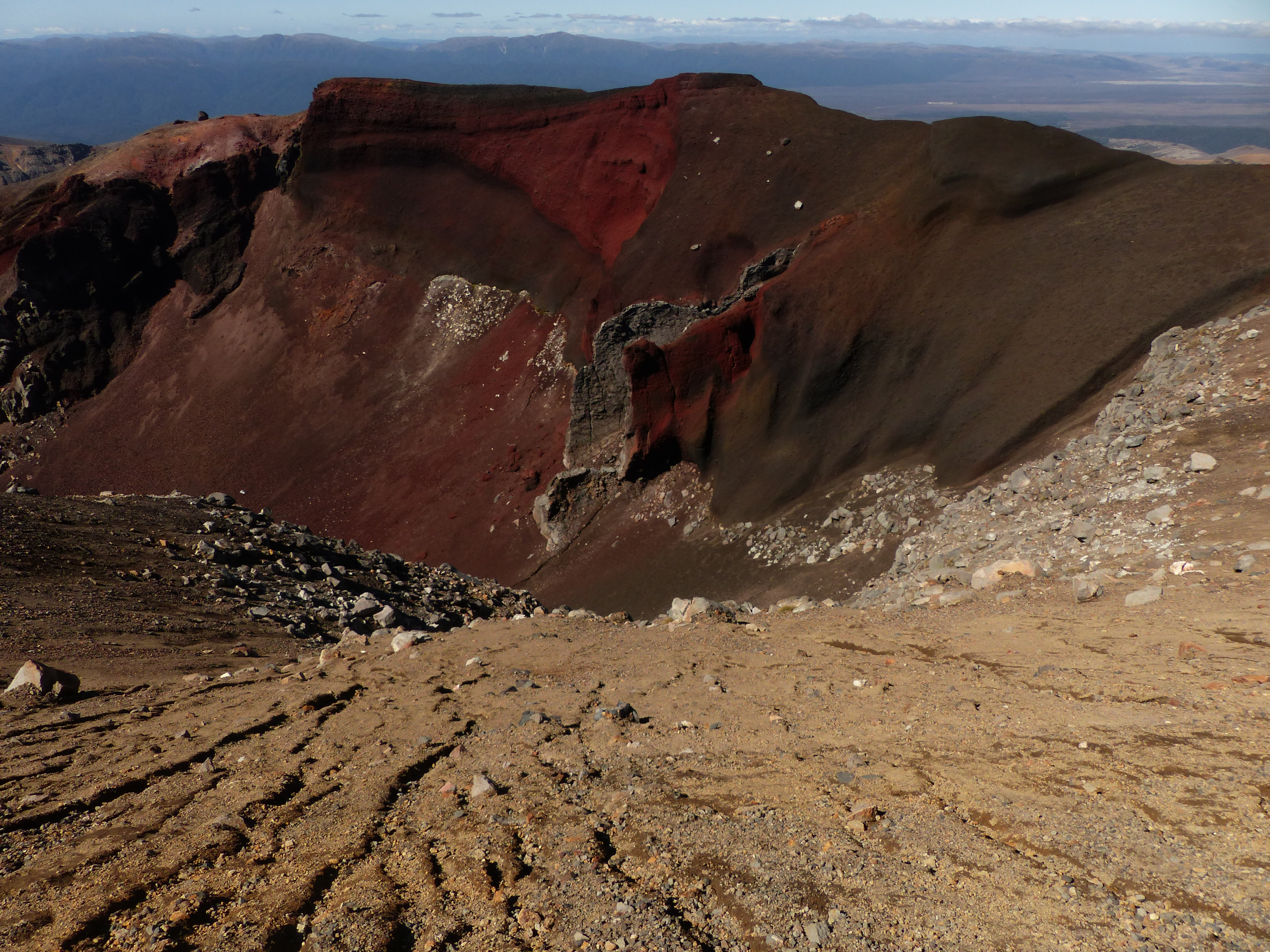
Red Crater
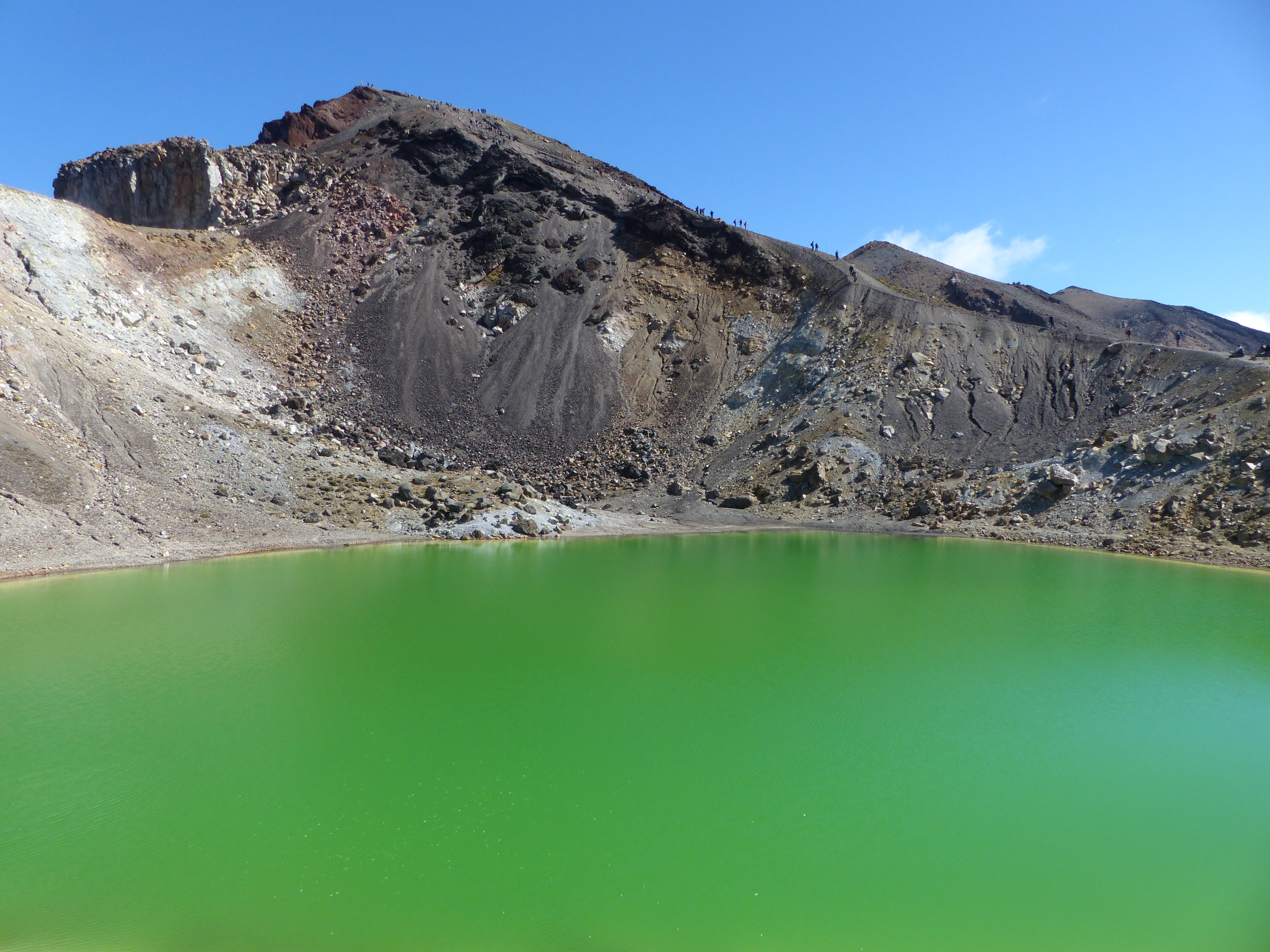
Emerald Lakes
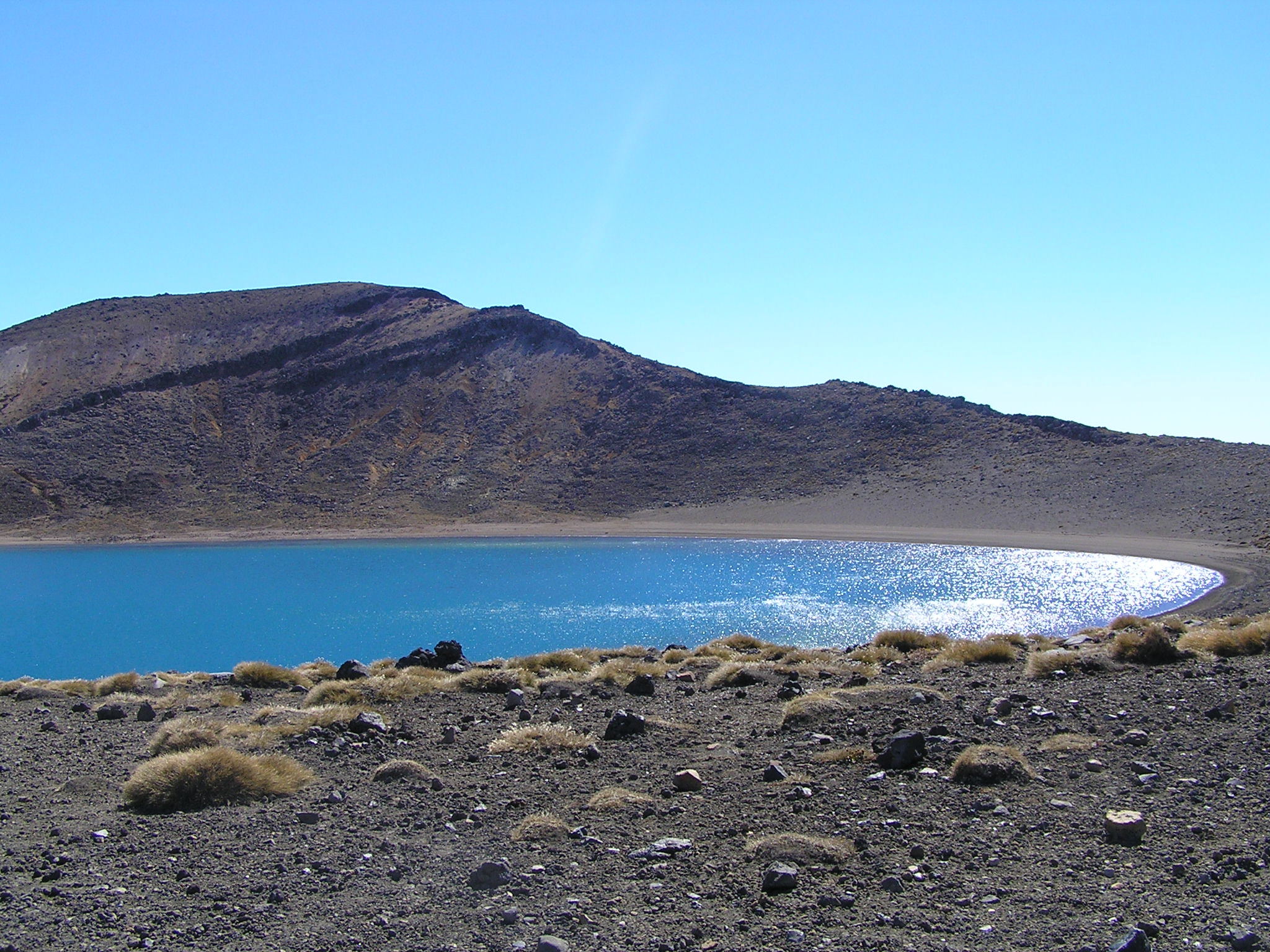
Blue Lake
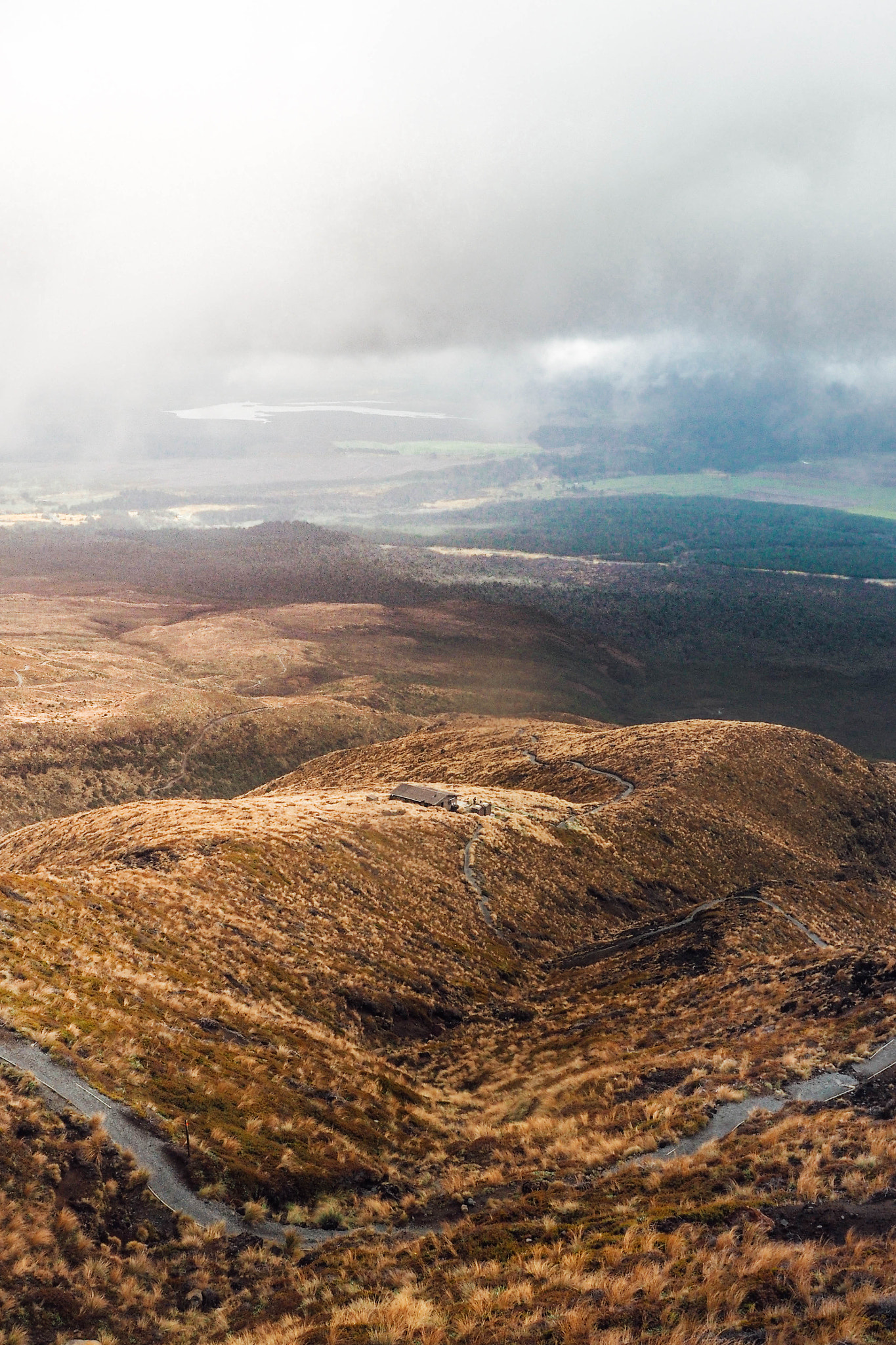
Ausblick mit Ketetahi Hut

### Tourismus
Neben den landschaftlichen Reizen ist der Wanderweg auch wegen der Herr-der-Ringe-Filme bekannt; der Mount Ngauruhoe diente als Filmkulisse des Schicksalsberges.
Aufgrund seiner Popularität und der Gefahr von Autoaufbrüchen kann mit öffentlichen Verkehrsmitteln an die beiden Parkplätze angereist werden. Wanderer sollten sich auf die extrem wechselhaften hochalpinen Bedingungen ohne Vegetation einstellen und ihr eigenes Trinkwasser für die Tageswanderung mitbringen. Geführte Wandertouren sind möglich.

### Zeitplanung des Department of Conservation
| Streckenpunkt  | Strecke | Zeit      | Höhe über NN | Etappenlänge | Etappenzeit |
| -------------- | ------- | --------- | ------------ | ------------ | ----------- |
| Parkplatz SH47 | 0 km    | 0 std.    | 1120 m       |              |             |
| Soda Springs   | 4,7 km  | 1,25 std. | 1400 m       | 4,7 km       | 1,25 std.   |
| South Crater   | 6,2 km  | 2,25 std. | 1650 m       | 1,5 km       | 1 std.      |
| Red Crater     | 8,2 km  | 3,25 std. | 1868 m       | 2 km         | 1 std.      |
| Emerald Lakes  | 8,8 km  | 3,5 std.  | 1730 m       | 0,6 km       | 0,25 std.   |
| Blue Lake      | 10,2 km | 4 std.    | 1725 m       | 1,4 km       | 0,5 std.    |
| Ketetahi Hut   | 13 km   | 5,25 std. | 1450 m       | 2,8 km       | 1,25 std.   |
| Parkplatz SH46 | 19,4 km | 7,5 std.  | 760 m        | 6,4 km       | 2,25 std.   |